# Ignaz Schustala der Ältere
Ignaz Schustala (tschechische Schreibweise Ignác Šustala; * 6. Dezember 1822 in Nesselsdorf in Mähren; † 29. Jänner 1891) war ein altösterreichischer Industrieller.

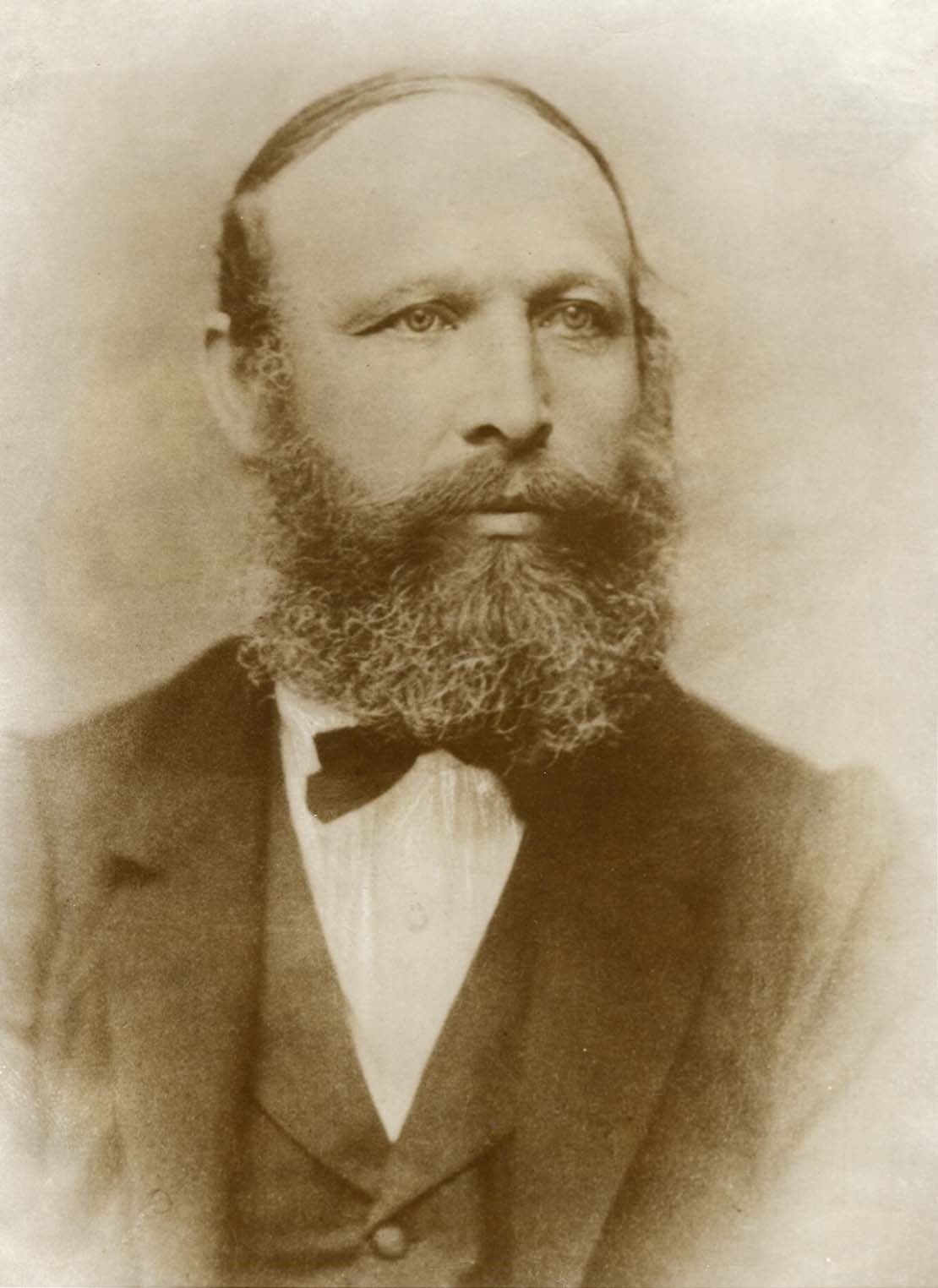
Ignaz Schustala

## Leben
Ignaz Schustala war ein Sohn des Nesselsdorfer Vogtes Tomáš Šustala. Er entstammt einer Bauernfamilie aus Drholetz und war früh verwaist. Seine Söhne waren Johann (1854–1899), Adolf (1855–1921), Josef (1858–1940) und Ignaz (1862–1914).
Als Beruf erlernte er in Koloredov (deutsch Coloredow), einem Ort in der Nähe von Mistek, Sattler, Wagner und Lackierer und begab sich 1841 auf Wanderschaft. Unter den verschiedenen Werkstätten, in denen er in den folgenden Jahren arbeitete, ist vor allem jene des Hofsattlers Philipp Koller in Wien zu erwähnen, wo er von 1844 bis 1850 arbeitete. In der Folge kehrte er wieder nach Nesselsdorf zurück und richtete im Jahr 1850 eine Werkstätte zur Erzeugung von Pferdewagen ein. Bereits 1853 vergrößerte er den Betrieb und gründete mit dem Nesselsdorfer Steingutfabrikanten Adolf Raška (Raschka) dem Älteren (1825–1878) die Firma Schustala & Comp. Raschka übernahm dabei die kaufmännische Leitung. Schustala war bestrebt, möglichst unabhängig von Lieferanten zu sein und ließ Ortsansässige durch Facharbeiter, die er in Wien anwarb, ausbilden.
Bereits 1854 setzte er im Unternehmen eine Dampfmaschine ein und baute den Betrieb zu einem Industriebetrieb aus.
Zum Verkauf seiner verschiedenen Kutschen bereiste er viele Länder, sodass er seine Produkte auch in Russland oder Galizien absetzte. Auch den preußischen Hof belieferte er, sodass er auch preußischer Hoflieferant wurde.
Niederlassungen eröffnete er in Wien, Prag und Berlin.
Mit dem Bahnanschluss im Jahr 1881 begann Schustala, der jetzt allein im Unternehmen war, da sein Partner Raschka bereits starb, mit dem Bau von Eisenbahnwaggon. Vorerst wurden Güter-, später auch Personen- und Straßenbahnwagen gebaut.
Im Jahr 1890 wandelte Schustala zusammen mit Johann Czjzek von Smidaich das Unternehmen, in dem bereits sein Sohn Adolf (1855–1921) mittätig war, in eine Aktiengesellschaft um.